# Acacia cochliocarpa
Acacia cochliocarpa é uma espécie de leguminosa do gênero Acacia, pertencente à família Fabaceae.